# Issoudun-Létrieix
Issoudun-Létrieix – miejscowość i gmina we Francji, w regionie Nowa Akwitania, w departamencie Creuse.
Według danych na rok 1990 gminę zamieszkiwało 287 osób, a gęstość zaludnienia wynosiła 11 osób/km² (wśród 747 gmin Limousin Issoudun-Létrieix plasuje się na 363. miejscu pod względem liczby ludności, natomiast pod względem powierzchni na miejscu 219.).